# Seminario Teológico de Tiflis
El Seminario Teológico de Tiflis (anteriormente Seminario Teológico de Tiflis de Georgia, en idioma georgiano: სასულიერო სემინარია) es una escuela secundaria espiritual, que funcionó desde 1817 hasta 1919 en el Exarcado de Georgia de la Iglesia Ortodoxa Rusa; desde 1993 se ha vuelto a convertir en la institución educativa ortodoxa más alta de la Iglesia Ortodoxa de Georgia.

## Historia
El seminario se inauguró en Tiflis en 1817 con dos clases: teología y retórica; historia mundial, matemáticas, literatura, idioma francés y alemán también se consideraron asignaturas obligatorias.
En 1838, los hermanos Giovanni y Giuseppe Bernardozzi, nacidos en Lugano, fueron llamados para construir un seminario en Tiflis en la calle Pushkinskaya contra la Plaza Pushkin (Ereván,ahora Plaza de la Libertad) que tenía el nombre del propietario de Zubalov).
En 1872, se introdujo una prohibición sobre el uso del idioma georgiano para la formación en el seminario. En 1891, por decreto del emperador, el rector del seminario recibió el título de miembro de la Oficina del Sínodo de Georgia-Imereti. 

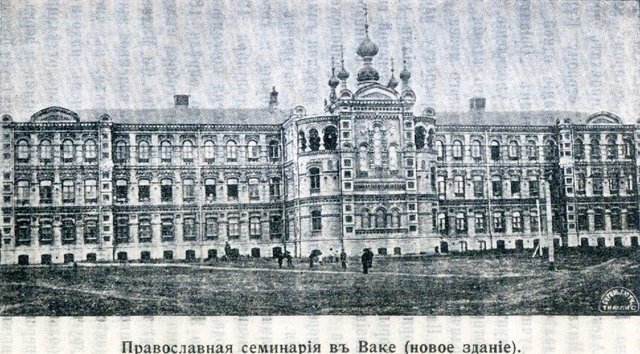
Nuevo edificio de seminario en el área de Vake.

En 1903, en el área de Vake en la calle Tskhnetskaya, se inició la construcción de un nuevo complejo del seminario teológico. El autor del proyecto fue el arquitecto Alexander Stanislavovich Rogoysky. En 1912, el seminario se trasladó a un nuevo edificio, y el antiguo edificio se convirtió en el hotel Tsar's Rooms. En 1917, el seminario fue cerrado y el edificio fue requisado.
Desde 1950, el Museo de Arte de Georgia, conocido oficialmente como el Museo de Bellas Artes que lleva el nombre de Shalva Amiranashvili, se encuentra en el antiguo edificio del seminario en la calle Pushkinskaya. Algunos edificios de seminario en el área de Vake sobrevivieron. Actualmente, es el noveno hospital de la ciudad.

## Seminario y Stalin
Iósif Vissariónovich Dzhugashvili realizó sus estudios en 1894. Según los contemporáneos, el ambiente estaba dominado por el oscurantismo, la hipocresía y el control mezquino diario; Había orden estricto y disciplina casi militar. El seminario, por supuesto, influenció a Stalin, durante sus años de estudio, entró en contacto no solo con los primeros círculos de marxistas, sino también con los primeros grupos de trabajo formados en las empresas de Tiflis. En 1898 se convirtió en miembro de Mesame-dasi, la primera organización socialdemócrata de Georgia. En 1899, en el último año de estudio, fue expulsado con la motivación de «por no presentarse a los exámenes sin razón conocida».

## Renovación del seminario
Desde la década de 1990, el Seminario Teológico de Tiflis, con la bendición del Patriarca Católico de Toda Georgia, Elías II, se reabrió en nuevos locales.